# Gotlandschaf
Das Gotlandschaf (schwed. Gotlandfår) ist eine Hausschafrasse vom Typ Pelzschaf, die vor allem in Schweden gehalten wird. Es entstand durch Züchtungsarbeit aus den ursprünglichen Schafbeständen Gotlands, den sogenannten Freiweideschafen (Utegångsfår), und gehört zur Gruppe der nordischen Kurzschwanzschafe.
Unter dem Begriff „Pelzschafe“ werden, insbesondere auch im Handel, die Schafrassen zusammengefasst, deren Felle sich zur Pelzverarbeitung eignen.
Die Bezeichnung „Gotlandschaf“' führt oft zu Verwirrungen, da in Deutschland häufig nicht nur das eigentliche Gotlandschaf (das Pelzschaf, schwed. Gotlandfår), sondern auch das gehörnte Guteschaf (schwed. Gutefår) so genannt wird. Es handelt sich dabei aber um zwei verschiedene Rassen, die ihren Ursprung beide im gotländischen Freiweideschaf (Utegångsfår) haben.

## Merkmale
Das Gotlandschaf ist ein kleines bis mittelgroßes Pelzschaf. Es gilt als genügsam, robust und wetterhart und stellt nur geringe Ansprüche an Fütterung und Haltung.
Seine Wolle ist silbergrau bis dunkelbraun, Kopf und Beine sind nicht bewollt, sie tragen kurze schwarze Haare. Regelmäßig tragen die Tiere weiße Abzeichen am Kopf und an den Beinen. In der heutigen Zucht legt man Wert darauf, dass die Tiere hornlos sind. Bei den älteren Zuchttypen zeigen besonders die Böcke ausgeprägte Hörner. Die Eigenschaft, die Wolle im Frühjahr als Fellwechsel selbst abzustoßen, ging durch die züchterische Bearbeitung verloren, heutige Gotlandschafe müssen geschoren werden. Die Wolle wird vor allem zur Filzherstellung genutzt. Die Tiere werden z. T. zweimal jährlich geschoren; der Wollertrag liegt jährlich bei vier bis sechs Kilogramm.

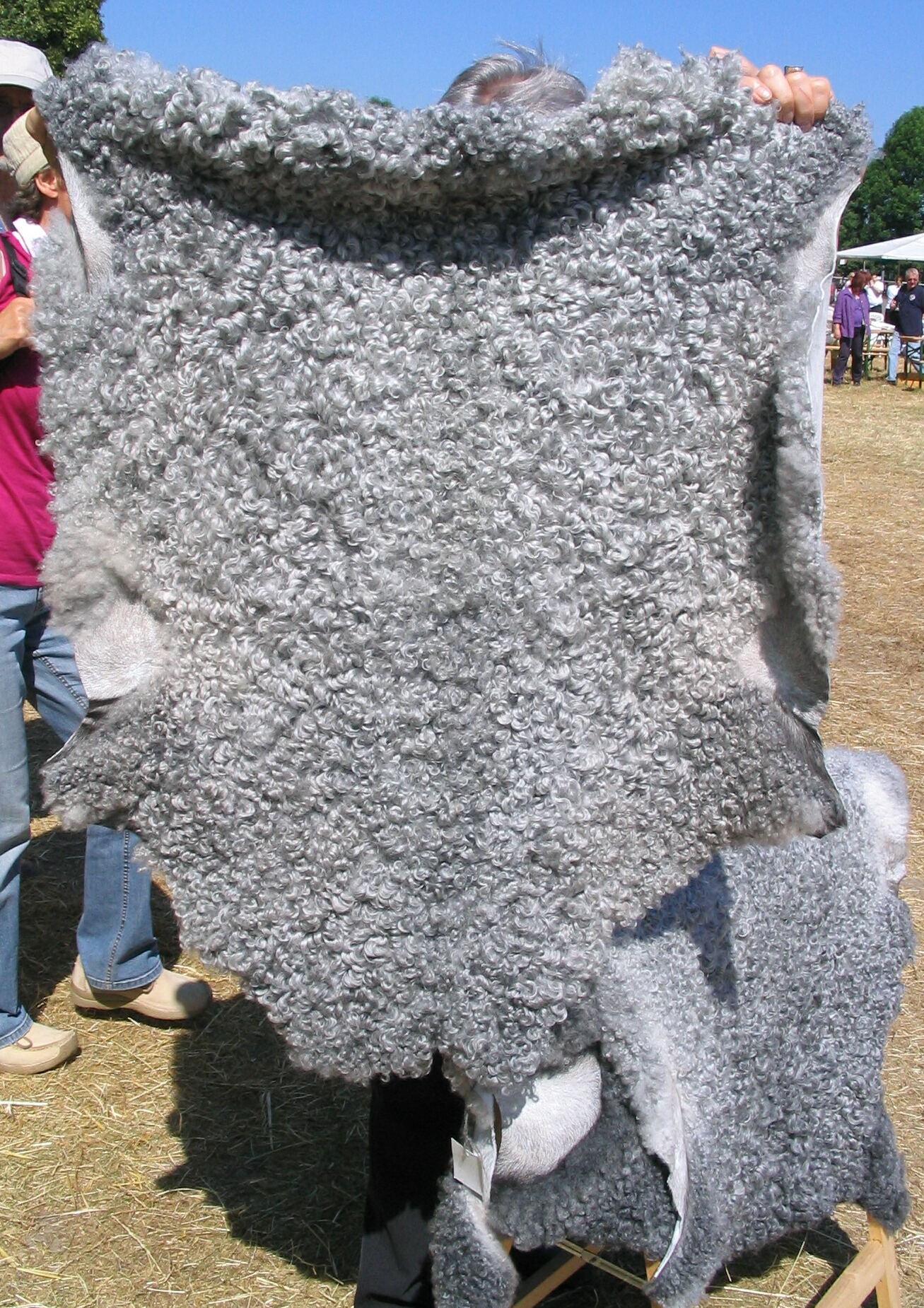
Gotlandlammfell, Deutschland

## Zuchtgeschichte
Zu Beginn der 1920er Jahre begann man, die damals verbreiteten Freiweideschafe vom Typ des Guteschafs auf Gotland in Richtung des heutigen Gotlandschafes vom Typ Pelzschaf züchterisch zu bearbeiten. Etwa gleichzeitig wurde versucht, die verbliebenen gehörnten Schafe des alten Typus zusammenzuführen und als eigene Rasse zu bewahren. Daraus entstand das heutige Guteschaf.

## Bestand
Bestände gibt es heute außer in Schweden auch in Deutschland, Dänemark und den Niederlanden.